# Юрчиці (Малопольське воєводство)
Юрчиці (пол. Jurczyce) — село в Польщі, у гміні Скавіна Краківського повіту Малопольського воєводства.
Населення — 514 осіб (2011).
У 1975-1998 роках село належало до Краківського воєводства.

## Демографія
Демографічна структура станом на 31 березня 2011 року:
|          | Загалом | Допрацездатний вік | Працездатний вік | Постпрацездатний вік |
| -------- | ------- | ------------------ | ---------------- | -------------------- |
| Чоловіки | 244     | 39                 | 187              | 18                   |
| Жінки    | 270     | 57                 | 168              | 45                   |
| Разом    | 514     | 96                 | 355              | 63                   |